# Igreja Ortodoxa da Ucrânia

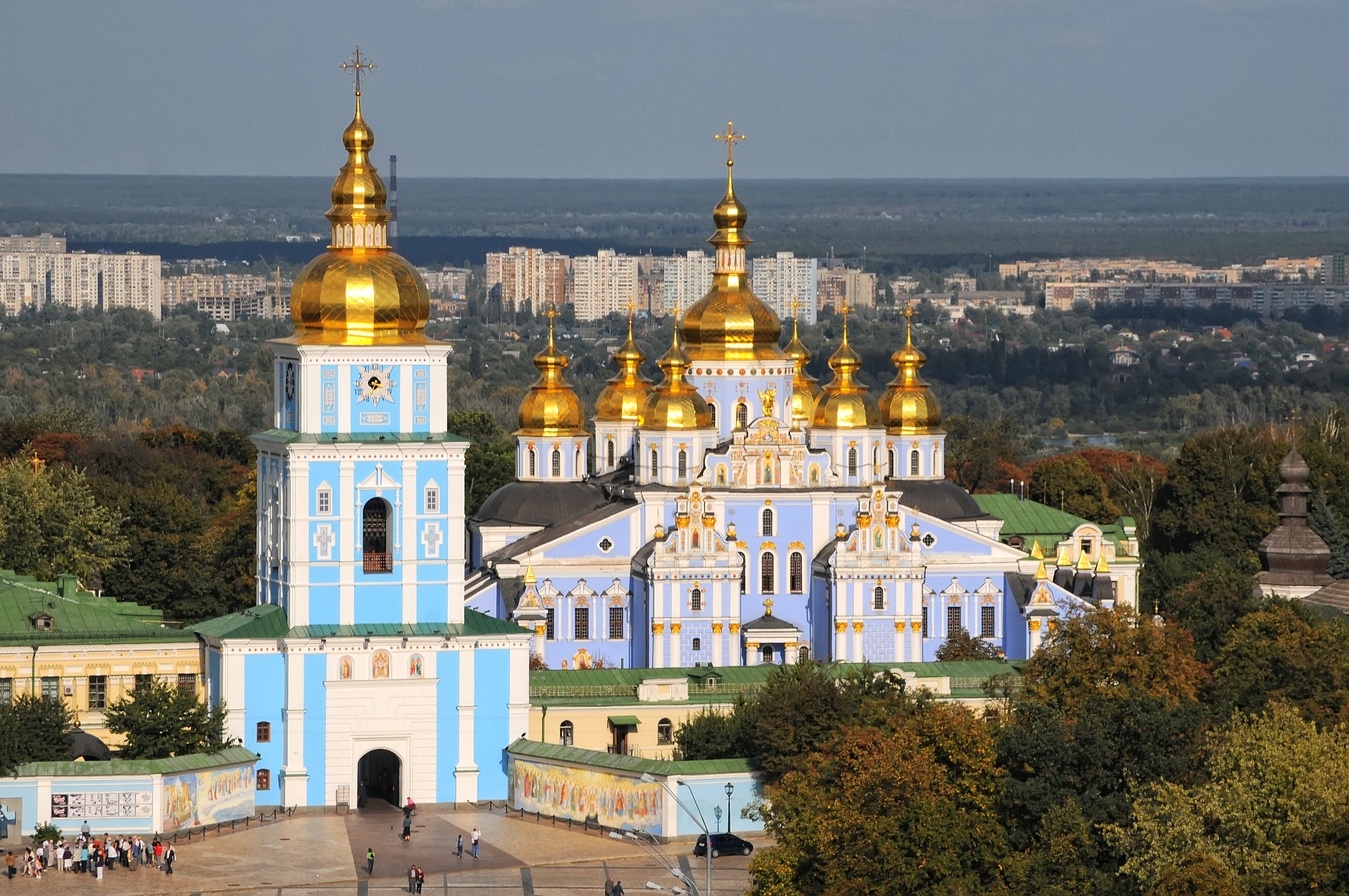
Mosteiro de São Miguel das Cúpulas Douradas, Sede da Igreja Ortodoxa da Ucrânia.

A Igreja Ortodoxa da Ucrânia (em ucraniano : Православна церква України, transl. Pravoslavna tserkva Ukrainy), Igreja Ortodoxa Ucraniana ou Santa Igreja da Ucrânia, conforme Tomos de Autocefalia, é uma jurisdição da Igreja Ortodoxa cujo território canônico alegado é a Ucrânia.
A igreja foi estabelecida por um concílio de unificação ocorrido em 15 de dezembro de 2018, e recebeu seus tomos de autocefalia (decreto de independência eclesial) do Patriarcado Ecumênico de Constantinopla em Istambul em 5 de janeiro de 2019. O concílio votou para unir as jurisdições ortodoxas ucranianas existentes: a Igreja Ortodoxa Ucraniana (Patriarcado de Kiev), a Igreja Ortodoxa Autocéfala Ucraniana e uma parcela, formada por apenas dois hierarcas, da Igreja Ortodoxa Ucraniana obediente ao Patriarca de Moscou. O primaz da Igreja é o Metropolita de Kiev e Toda a Ucrânia. O concílio de unificação elegeu Epifânio Dumenko como seu Primaz, anteriormente Metropolita de Pereiaslav e Bila Tserkva (Patriarcado de Kiev). Segundo informações da própria igreja, possui aproximadamente 7000 paróquias.
A outra jurisdição ortodoxa na Ucrânia é a Igreja Ortodoxa Ucraniana, um ramo autônomo da Igreja Ortodoxa Russa, que considera a Igreja Ortodoxa da Ucrânia como cismática.
Em pesquisa realizada pelo Centro de Monitoramento Social e o Instituto Ucraniano de Pesquisa Social Oleksandr Yaremenko de 24 a 28 de janeiro de 2020, 38,6% dos ucranianos se identificaram como paroquianos da Igreja Ortodoxa da Ucrânia e 20,7% como paroquianos da Igreja Ortodoxa Ucraniana.
De acordo com a constituição adotada pela nova denominação ortodoxa no mesmo concílio de unificação, os ucranianos ortodoxos da diáspora estão sujeitos à jurisdição do Patriarcado Ecumênico de Constantinopla.

## Nome
O nome oficial da igreja ucraniana unificada é "Igreja Ortodoxa da Ucrânia" (o uso "Igreja Ortodoxa Ucraniana" também é permitido) e o nome do seu primaz é "Sua Beatitude (nome), Metropolita de Kyiv e toda a Ucrânia". Santa Igreja da Ucrânia, conforme Tomos de Autocefalia.

## História
A história da Cristandade na Ucrânia está intimamente ligada à história da Igreja Ortodoxa Russa, tradicionalmente começando quando Santo André teria chegado onde hoje é Kiev e profetizado a construção de uma grande cidade cristã, erigido uma cruz onde seria hoje a Igreja de Santo André. A efetiva cristianização da região, no entanto, começaria no século IX, quando o Império Bizantino enviou bispos ao então Grão-Canato de Rus e os santos irmãos Cirilo e Metódio fizeram missões lá. Em 988, o cristianismo foi oficializado por Vladimir I, grão-duque de Kiev, em evento conhecido como Batismo da Rus.

### Concílio de Unificação
Em 15 de dezembro de 2018, membros das três igrejas ortodoxas ucranianas existentes (Igreja Ortodoxa Ucraniana (Patriarcado de Kiev), a Igreja Ortodoxa Autocéfala Ucraniana e parte da Igreja Ortodoxa Ucraniana (Patriarca de Moscou)) votaram através de seus representantes (eparcas) para se unirem à Igreja Ortodoxa da Ucrânia com base na completa independência canônica. Eles elegeram seu primaz e adotaram uma constituição para a estabelecida Igreja Ortodoxa da Ucrânia.
O Metropolita Epifânio, oriundo da jurisdição sob o comando do Patriarcado de Kiev, escolhido em 13 de dezembro como único candidato de sua igreja, e considerada como braço direito e protegido de Filareto, então Patriarca de Kiev, foi eleito Metropolita de Kiev e toda Ucrânia pelo concílio de unificação em 15 de dezembro de 2018 após o segundo turno da votação.

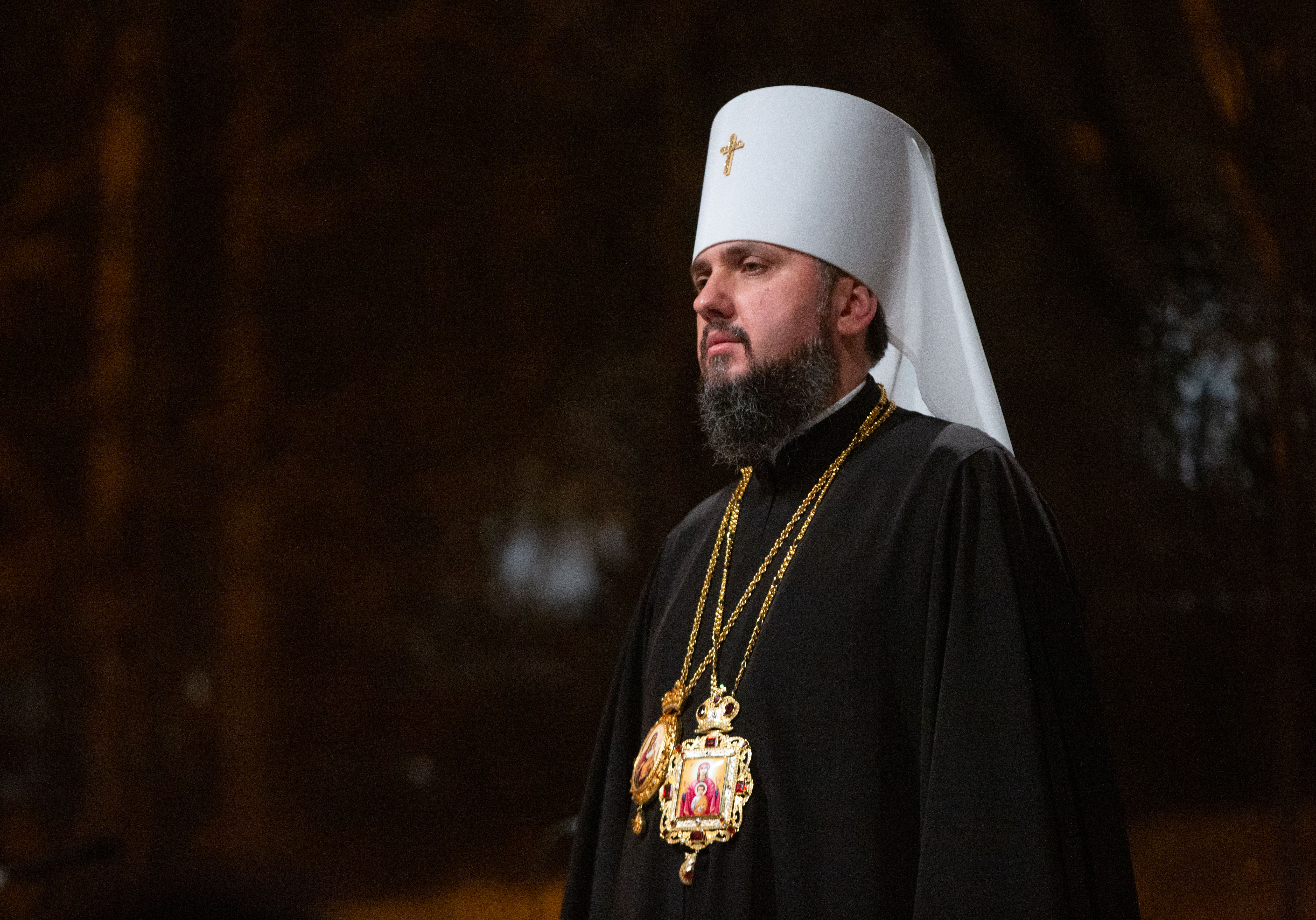
Metropolita Epiphanius de Kiev e toda Ucrânia

Em seu discurso após a eleição, o Metropolita Epifânio agradeceu o Presidente Petro Poroshenko, o Patriarca Ecumênico Bartolomeu, o Metropolita Macário, líder da Igreja Ortodoxa Autocéfala Ucraniana, o Parlamento Ucraniano, bem como Filareto. Sobre Filareto, Epifânio disse: "Quero expressar minha gratidão a Sua Santidade, Sua Santidade o Patriarca Filareto, que é nosso mentor espiritual e continuará a ser honrado, ajudando-nos, por toda a vida, a construir em conjunto nossa Igreja Ortodoxa Local Única. Obrigado, Santidade ". Epifânio acrescentou que as portas de sua igreja estavam "abertas a todos".
Epifânio mais tarde deixou claro que nenhuma decisão importante seria tomada por sua igreja até que tivesse recebido o decreto eclesiástico formal de autocefalia (os tomos).
O Patriarca Ecumênico felicitou e abençoou o recém-eleito Metropolita no dia de sua eleição e disse que o recém-eleito primaz foi convidado a ir a Istambul para concelebrar a Divina Liturgia com o Patriarca Ecumênico e receber o tomos de independência da Igreja Ortodoxa da Ucrânia em 6 de janeiro de 2019. Foi anunciado que o Presidente Poroshenko acompanharia o recém-eleito primaz em sua viagem para receber a o tomos e concelebrar uma Divina Liturgia com o Patriarca Ecumênico.
Após o concílio, Filareto tornou-se o "patriarca honorário" da Igreja Ortodoxa da Ucrânia e servirá na Catedral de São Vladimir. Em 16 de dezembro de 2018, Filareto celebrou a Divina Liturgia em que ele usou o cucúlio (paramento dos patriarcas). Filareto declarou em sua homília, que ele ainda era patriarca: "O Patriarca permanece para a vida e, juntamente com o Primaz, governa a Igreja Ortodoxa Ucraniana". Após a Divina Liturgia, ele foi aclamado pelos hierarcas da igreja como "grande vladyka e pai Filareto, o mais sagrado patriarca de Kiev e toda a Ucrânia-Rus e arquimandrita sagrada da Santa Dormição Kiev-Pechersk Lavra".
O Metropolita Epifânio declarou em 21 de dezembro que a igreja tinha cerca de 7 mil paróquias.
Propagandas para promover a igreja ortodoxa ucraniana unificada foram feitas meses antes do concílio de unificação. Petro Poroshenko declarou que não foi utilizado dinheiro do Estado ucraniano e que ele pagou esses anúncios com sua própria fortuna, se recusando a revelar a quantia gasta.

### Entrega do Tomos de Autocefalia
Em 5 de janeiro de 2019, o Patriarca Bartolomeu e o Metropolita Epifânio celebraram a Divina Liturgia na Catedral de São Jorge em Istambul; os Tomos foram assinados depois disso, também na Catedral. Sua assinatura estabeleceu oficialmente a autocéfala Igreja Ortodoxa da Ucrânia.

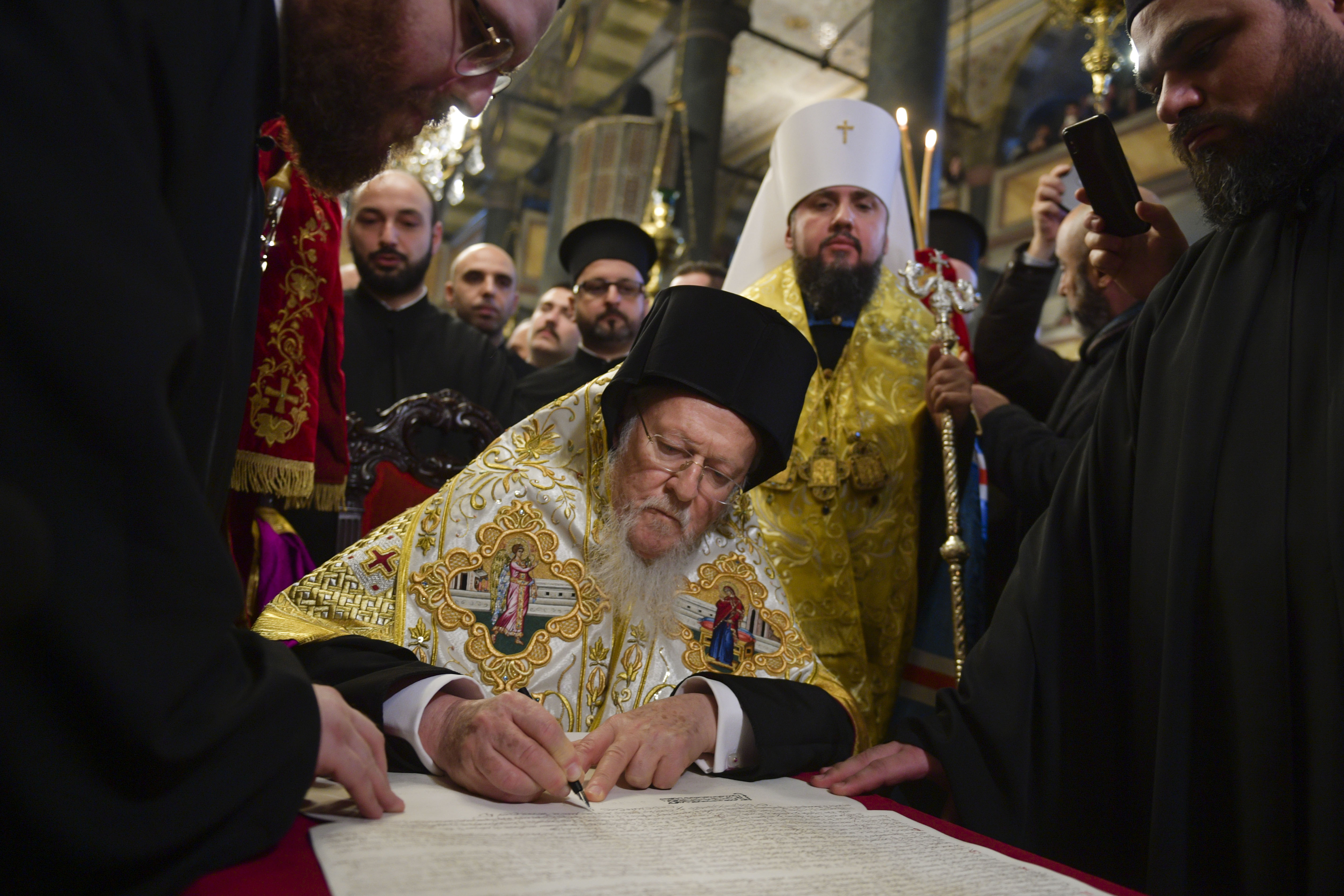
Patriarca Bartolomeu assina os tomos, com o Metropolita Epifânio e o Presidente Petro Poroshenko atrás

Após a assinatura dos Tomos, o Patriarca Bartolomeu fez um discurso dirigido ao líder nova jurisdição ortodoxa. O Presidente Poroshenko e o Metropolita Epifânio também discursaram. Em sua fala, Epifânio declarou sobre Poroshenko: "Seu nome, senhor presidente, permanecerá para sempre na história do povo ucraniano e na igreja ao lado dos nomes de nossos príncipes Vladimir, o Grande, Jaroslau I, o Sábio, Kostiantyn Ostrozky e o Hetman Ivan Mazepa".

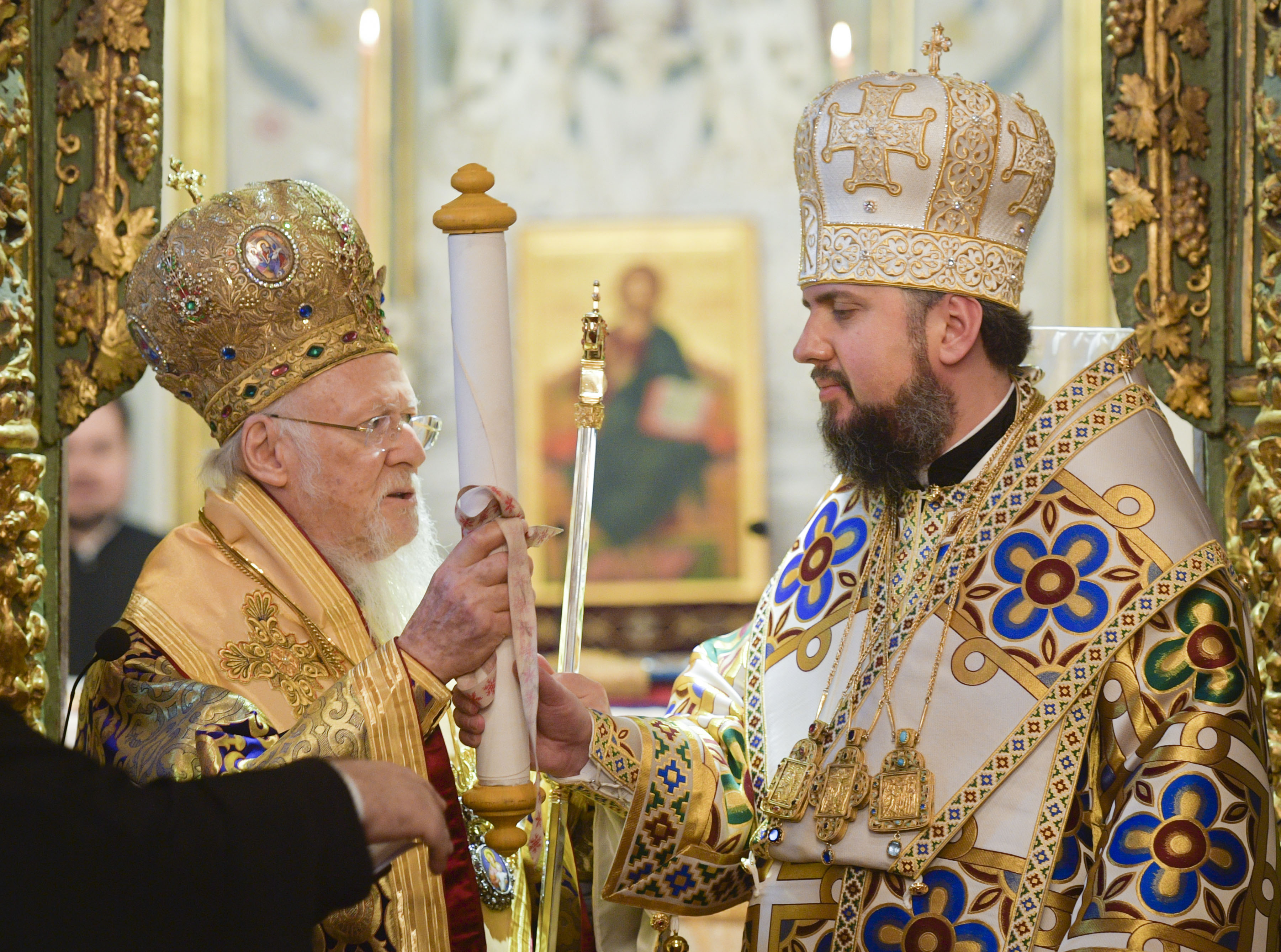
Patriarca Bartolomeu entregando os tomos ao Metropolita Epifânio

Em 6 de janeiro de 2019, depois de uma Liturgia Divina concelebrada pelo Metropolita Epifânio e por Bartolomeu, o Patriarca de Constantinopla leu os tomos da nova Igreja ortodoxa e depois os entregou ao seu primaz. O Presidente Poroshenko esteve presente durante a assinatura e entrega dos tomos.
Em 7 de janeiro de 2019, Epifânio celebrou a Divina Liturgia na Catedral de Santa Sofia, em Kiev, onde os tomos de autocefalia foram expostos durante a celebração. Os tomos foram então depositados na igreja do refeitório da Catedral de Santa Sofia, em perpetuidade, e expostos para os fiéis e turistas para serem vistos diariamente.
Em 9 de janeiro de 2019, os tomos foram trazidos de volta a Istambul para que todos os membros do Santo Sínodo do Patriarcado Ecumênico pudessem assiná-los. Os tomos já foram totalmente ratificados e serão devolvidos novamente a Kiev, onde permanecerão permanentemente. O representante do serviço de imprensa da igreja unificada, padre Ivan Sydor, disse que os tomos se tornaram válidos após a assinatura do Patriarca Ecumênico, "mas de acordo com o procedimento, deve haver também as assinaturas de os bispos que participam do sínodo do Patriarcado de Constantinopla ".
Os tomos foram feitos em pergaminho por famoso pintor e calígrafo do Monte Athos, hieromonge Lucas do Mosteiro de Xenofontos.

### Conflito com Filareto
Um conflito estourou entre Filareto Denysenko e Epifânio na primavera de 2019 sobre o modelo de governança, a gestão da diáspora, o nome e o estatuto da Igreja Ortodoxa da Ucrânia.
Cerca de 20 milhões de ucranianos vivem em países estrangeiros e a maioria deles são ortodoxos. EUA e Canadá hospedam as comunidades mais numerosas.  De acordo com a declaração de Filareto em maio de 2019, o acordo alcançado no Conselho de Unificação foi o seguinte: "O Primaz é responsável pela representação externa da Igreja Ortodoxa da Ucrânia, e o Patriarca é responsável pela representação interna na vida da igreja na Ucrânia, mas em cooperação com o Primaz. O Primaz não deve fazer nada na igreja sem o consentimento do Patriarca. O Patriarca preside as reuniões do Santo Sínodo e as reuniões da Igreja Ortodoxa da Ucrânia para preservar a unidade, seu crescimento, e afirmação". Filareto disse que o acordo não foi cumprido.
Em 20 de junho de 2019, um grupo de clérigos que, além do próprio Filareto, compreendia apenas dois bispos, ambos da Rússia, reuniu-se na Catedral de São Vladimir em Kiev e adotou um documento que pretendia cancelar as decisões do Conselho de Unificação de 15 de dezembro de 2018; o documento afirmava que a Igreja Ortodoxa Ucraniana do Patriarcado de Kiev continuava existindo e tinha um registro estatal, enquanto Filareto permanecia como chefe.
Em 14 de dezembro de 2019, o Metropolita Epifânio informou ao Conselho dos Bispos, que se realizou em Kiev por ocasião do aniversário da criação da Igreja Ortodoxa da Ucrânia e não contou com a presença de Filareto,  que o procedimentos legais de extinção da Igreja Ortodoxa Autocéfala da Ucrânia, bem como da Igreja Ortodoxa Ucraniana do Patriarcado de Kiev como entidades legais, foram concluídos no dia anterior.  Entre outras coisas, o Conselho dos Bispos tomou a decisão de "instar o Honorável Patriarca Filareto e seus seguidores a buscar a reconciliação e acabar com o auto-isolamento".  Mais de 15% dos ucranianos gostariam de ter o Patriarca Filareto como Primaz da Igreja Nacional e da Diáspora, apesar de sua idade e de seus nomes históricos.
Em 28 de dezembro de 2019, a Igreja Ortodoxa da Ucrânia declarou oficialmente que Filareto era um "bispo aposentado" com "nenhum direito canônico ou estatutário de convocar e realizar reuniões da Igreja, para eleger e ordenar bispos". A Igreja Ortodoxa da Ucrânia acrescentou que "com base no Cânon 4 do Segundo Concílio Ecumênico [...] todos os atos cometidos pelo Patriarca Honorário Filareto contrários aos cânones e ao Estatuto da Igreja são nulos. [...] [E] a mesma pessoa declarada 'bispo' de maneira ilícita pelo Patriarca Honorário Filareto e 'nomeada', em particular, para uma sé onde já existe um bispo lícito, não é um bispo".

### Suspensão de Filareto do Santo Sínodo
Em 4 de fevereiro de 2020, o Sínodo da Igreja Ortodoxa da Ucrânia decidiu que Filareto permanecia parte do seu episcopado, mas que havia perdido a responsabilidade e os direitos canônicos associados ao governo de sua diocese. O Sínodo também decidiu retirar Filareto de seu lugar no Santo Sínodo. O Santo Sínodo também afirmou que os bispos consagrados por Filareto não tinham ordem sagrada válida. O serviço de imprensa do Patriarcado de Kiev disse que a decisão de remover Filareto do Santo Sínodo da Igreja Ortodoxa da Ucrânia não era canônica, pois ele já era o Primaz da Igreja Ortodoxa Ucraniana do Patriarcado de Kiev. O comunicado de imprensa acrescentou que uma decisão semelhante de declarar a ordenação de Filareto nula e sem efeito também foi tomada pelo Patriarcado de Moscou e que após a "proibição" do Patriarcado de Moscou, a esmagadora maioria da Igreja Ortodoxa da Ucrânia, incluindo seu primaz, foi consagrada por Filareto e outros arcebispos.

## Status

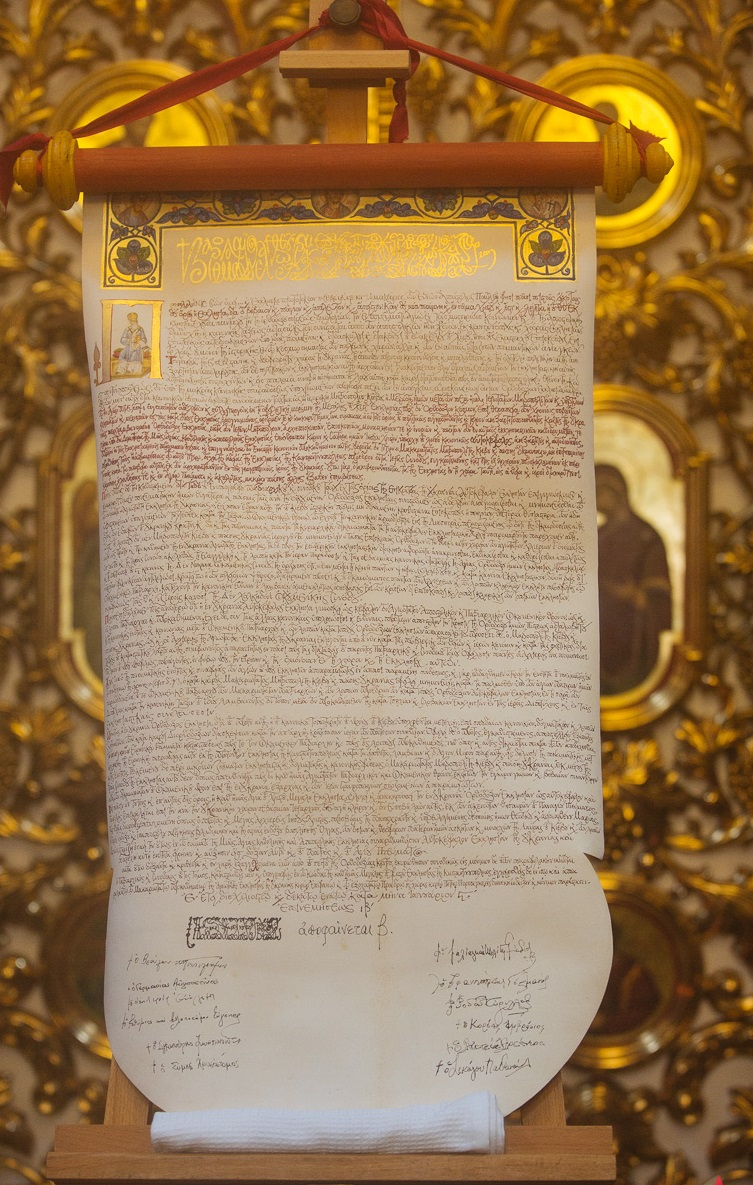
Tomos de autocefalia da Igreja Ortodoxa da Ucrânia

Em uma entrevista a um canal de televisão em 29 de dezembro de 2018, sobre o fato de não ter recebido o título de patriarca, o Metropolita Epifânio declarou:
"Não há restrição definitiva aqui. É claro que, no primeiro estágio da formação de nossa Igreja independente, teremos um status metropolitano. Esta é também uma condição definida através da qual todas as outras Igrejas Ortodoxas Locais passaram. Quase nenhuma das Igrejas Locais recebeu status patriarcal de uma só vez. Este status está provavelmente desatualizado. Para este status, talvez, agora não é a hora. Mas quando nos tornarmos uma igreja grande, forte e unificada na Ucrânia, será uma questão de tempo. Mas agora temos que passar pelo estágio de formação, reconhecimento de nosso status autocéfalo por outras Igrejas Ortodoxas Locais. E, a longo prazo, o Senhor admitirá que nós, como a única Igreja Ortodoxa local, elevemos o status."
Os tomos da Igreja Ortodoxa da Ucrânia afirmam que a igreja não pode mudar o título de seu primaz ("Metropolita de Kiev e toda a Ucrânia") sem a permissão do Patriarcado Ecumênico.
Após a assinatura dos tomos de autocefalia, o Patriarca Honorário, Filareto, declarou em janeiro de 2019 em uma entrevista:
"Até agora fomos reconhecidos como uma arquidiocese metropolitana, concordamos com isso. Embora tenhamos sido um patriarcado por 25 anos, agora concordamos que somos uma arquidiocese metropolitana, mas uma arquidiocese metropolitana para todo o mundo cristão ortodoxo... Por que aspiramos a nos tornar um patriarcado? Porque somos uma grande igreja. Temos a esperança de que, com o decorrer do tempo, a Igreja ucraniana também seja reconhecida como um patriarcado. Acreditamos que obteríamos um status autocéfalo. Agora acreditamos que seremos reconhecidos como um patriarcado. Este é o futuro, mas definitivamente virá."

### Fundações Canônicas
A recém-formada Igreja Ortodoxa é guiada pela Sagrada Escritura e pela Sagrada Tradição, bem como pela Carta redigida no Patriarcado de Constantinopla. Ucranianos ortodoxos na diáspora, de acordo com a Carta, estão sob a jurisdição da Igreja Ortodoxa de Constantinopla.
A apresentação dos tomos ocorreu em 6 de janeiro de 2019 no Fener (Distrito de Istambul) na Catedral de São Jorge durante a liturgia conjunta de Epifânio (Dumenko) e do Patriarca Bartolomeu.
Após a apresentação dos tomos da autocefalia, a igreja recém-formada foi oficialmente proclamada uma nova igreja autocéfala irmã, ocupando o 15º lugar no díptico das Igrejas Ortodoxas, do ponto de vista do Patriarcado de Constantinopla.

## Administração da Igreja
De acordo com o Estatuto da Igreja, o órgão máximo da Igreja Ortodoxa da Ucrânia é o Conselho Local, que deve ser regularmente convocado pelo Metropolita de Kiev e pelo Sínodo permanente por, pelo menos, uma vez em cinco anos. O Conselho Local pode eleger o Metropolita de Kiev e alterar o Estatuto, agindo de acordo com as propostas apresentadas pelo Conselho dos Bispos.
O Sínodo permanente da Igreja Ortodoxa da Ucrânia deve ser composto por doze membros rotativos e presidido pelo Metropolita de Kiev. Para a duração do período de transição, três membros permanentes do Sínodo foram nomeados: os ex-Primazes da Igreja Ortodoxa Ucraniana do Patriarcado de Kiev (Filareto) e da Igreja Ortodoxa Autocéfala da Ucrânia (Macário), e o ex-Metropolita da Igreja Ortodoxa Ucraniana, Symeon (Shostatsky).

## Reconhecimentos

### Patriarcado de Constantinopla
Em 23 de janeiro de 2019, a Igreja Ortodoxa da Ucrânia apareceu em um dos sites oficiais do Patriarcado de Constantinopla, na categoria "igrejas autocéfalas".

### Igreja da Grécia
Em 21 de outubro de 2019, o Arcebispo Jerônimo II, Primaz da Igreja da Grécia, enviou uma carta ao Metropolita Epifânio, Primaz da Igreja Ortodoxa da Ucrânia.  A carta do arcebispo significava que a Igreja da Grécia havia comunicado oficialmente à Igreja ortodoxa da Ucrânia que a Igreja da Grécia a havia reconhecido.

### Patriarcado de Alexandria
Em 8 de novembro de 2019, o Patriarcado de Alexandria, anunciou oficialmente que havia reconhecido a Igreja Ortodoxa da Ucrânia, e o Patriarca Teodoro II comemorou o Metropolita de Kiev, Epifânio, durante a liturgia no Catedral dos Arcanjos no Cairo.

### Igreja do Chipre
Em 24 de outubro de 2020, o Primaz da Igreja de Chipre, Arcebispo Crisóstomo II, comemorou Epifânio da Ucrânia durante a Divina Liturgia, reconhecendo assim a Igreja Ortodoxa da Ucrânia.

## Não-reconhecimentos

### Patriarcado de Moscou
Em 15 de dezembro de 2018, após a eleição de Epifânio no Conselho de Unificação, o Arcipreste Nikolay Balashov, Vice-Chefe do Departamento do Patriarcado de Moscou para Relações Externas da Igreja, disse à Interfax que esta eleição "não significa nada" para a Igreja Ortodoxa Russa.  Após o Conselho de Unificação, o Patriarca de Moscou enviou cartas aos primazes de todas as Igrejas ortodoxas autocéfalas, instando-os a não reconhecerem a Igreja Ortodoxa da Ucrânia, afirmando que aqueles que se juntaram à Igreja Ortodoxa da Ucrânia permaneceram "cismáticos".  Em 30 de dezembro de 2018, o Sínodo da Igreja Ortodoxa Russa declarou o Conselho de Unificação como "não canônico" e apelou aos primazes e sínodos das outras igrejas ortodoxas para não reconhecerem a Igreja Ortodoxa da Ucrânia.

### Patriarcado de Antioquia
O Primaz da Igreja Ortodoxa Grega de Antioquia respondeu à carta de 24 de dezembro de 2018, do Patriarca Ecumênico, pedindo que adiasse a concessão de autocefalia à Igreja Ortodoxa da Ucrânia.

### Patriarcado de Jerusalém
O Santo Sínodo da Igreja Ortodoxa de Jerusalém não fez declarações oficiais sobre o reconhecimento da Igreja Ortodoxa da Ucrânia, mas o Patriarca da Cidade de Jerusalém e de Toda a Palestina, Teófilo III, declarou repetidamente sua rejeição à Igreja Ortodoxa da Ucrânia.

### Patriarcado da Sérvia
Em 13 de março de 2019, um documento intitulado "A Posição da Igreja Ortodoxa Sérvia sobre a crise da Igreja na Ucrânia" foi postado em nome do Santo Sínodo da Igreja Ortodoxa Sérvia, reiterando a intenção anteriormente expressa de não reconhecer a legitimidade da hierarquia da Igreja Ortodoxa da Ucrânia, que foi comunicada em novembro de 2018 pelo Bispo Irinej Bulović de Bačka, o Porta-Voz da Igreja Ortodoxa Sérvia, em nome do Conselho de Bispos da Igreja Ortodoxa Sérvia.

### Patriarcado da Romênia
Em 21 de fevereiro de 2019, o Santo Sínodo da Igreja Ortodoxa Romena discutiu a questão ucraniana e emitiu um comunicado: "Em relação a esta tensa situação eclesiástica na Ucrânia, o Santo Sínodo da Igreja Ortodoxa Romena reitera a sua posição expressa durante as sessões de trabalho anteriores de 24 de maio e 25 de outubro de 2018. Foi então recomendado que, através do diálogo, o Patriarcado Ecumênico e o Patriarcado de Moscou se identificassem uma solução para esta disputa eclesiástica, preservando a unidade da fé, respeitando a liberdade administrativa e pastoral do clero e dos fiéis neste país (incluindo o direito à autocefalia), e restaurando a comunhão eucarística. No caso de um diálogo bilateral malsucedido, é necessário convocar uma Sinaxia de todos os Primazes das Igrejas Ortodoxas para resolver o problema existente."

### Patriarcado da Bulgária
Em 4 de outubro de 2018, uma comissão sobre a questão ucraniana foi criada pelo Santo Sínodo da Igreja Ortodoxa Búlgara, com Sua Eminência o Metropolita Cipriano de Stara Zagora sendo nomeado para chefiar seu trabalho. Em 20 de janeiro de 2021, Sua Eminência o Metropolita Gabriel de Lovech, membro do Santo Sínodo Búlgaro, informou que a Igreja Búlgara ainda não havia considerado a "questão ucraniana."

### Patriarcado da Geórgia
Em dezembro de 2018, o Santo Sínodo da Igreja Ortodoxa Georgiana anunciou sua intenção de tomar uma decisão sobre a questão ucraniana em sua próxima reunião. Posteriormente, o lugar-tenente do Trono Patriarcal, Metropolita Shio (Mujiri) de Senaki e Chkhorotskuy, esclareceu que antes que o Santo Sínodo do Patriarcado da Geórgia fixe sua posição sobre o assunto, deverá se familiarizar com o texto dos Tomos - ao mesmo tempo, ele não poderia dizer quando exatamente será discutido.

### Igreja Ortodoxa da Polônia
Em 2 de abril de 2019, a Assembleia dos Bispos da Igreja Ortodoxa da Polônia divulgou um comunicado. Nele, declara que reiterou sua postura de 9 de maio e 15 de novembro de 2018. O comunicado diz que a Igreja Ortodoxa Polonesa é a favor da concessão de autocefalia à Ucrânia e que a autocefalia deve ser concedida "de acordo com as normas dogmáticas e canônicas de toda a Igreja e não de um grupo de cismáticos. Aqueles que deixaram a Igreja e foram privados de sua ordenação sacerdotal, não podem representar um corpo eclesial são. É um ato não canônico, que viola a unidade eucarística e interortodoxa ”.

### Igreja Ortodoxa da Albânia
Em 29 de janeiro de 2020, o arcebispo Anastásio de Tirana e Toda a Albânia se reuniu com a delegação da Igreja Ortodoxa da Ucrânia. No encontro, o Primaz da Igreja Ortodoxa Albanesa falou sobre sua atitude em relação à situação religiosa na Ucrânia e destacou que “os cismas são superados pelos Concílios Ecumênicos, e não por cartas ou qualquer outra coisa”. Em 29 de janeiro de 2021, a Igreja albanesa negou a declaração de Epifânio Dumenko de que estaria, supostamente, pronta para reconhecer a Igreja Ortodoxa da Ucrânia.

### Igreja Ortodoxa Tcheca e Eslovaca
Em fevereiro de 2019, o Sínodo da Igreja Ortodoxa das Terras Tchecas e Eslováquia anunciou a preservação de uma "atitude contida" em relação à Igreja Ortodoxa da Ucrânia até que um consenso pan-ortodoxo seja alcançado sobre a questão de sua autocefalia, e o Arcebispo de Praga, Metropolita das Terras Tchecas e Eslováquia, Rostislav, expressou apoio ao Primaz da Igreja Ortodoxa Ucraniana, Onufriy (Berezovsky).

### Igreja Ortodoxa na América
O Conselho dos Bispos da Igreja Ortodoxa na América  em sua epístola arquipastoral, datada de 28 de janeiro de 2019, anunciou que a respeito da Igreja na Ucrânia, decidiu o seguinte:
- 1. Continuar a reconhecer e apoiar o Metropolita Onufry como o chefe canônico e primaz da Igreja Ortodoxa Ucraniana;
- 2. Abster-se, junto com algumas de nossas Igrejas fraternas, de reconhecer a Igreja Ortodoxa da Ucrânia;
- 3. Não faça mudanças nos dípticos, observando que a Igreja Ortodoxa na América não recebeu um pedido oficial para fazer tais mudanças;

<…> 